# Meantime

Meantime est un film britannique réalisé en 1984 par Mike Leigh et produit pour la télévision par Central Television pour Channel 4.

## Synopsis
Le film constitue une « étude d'un point de vue sentimental de l'état du monde à une période donnée » selon Mike Leigh lui-même. La période en question est le thatchérisme, caractérisé par le chômage de masse. Le film mêle en permanence le tragique au comique.
Tim Roth interprète Colin, handicapé mental, et Phil Daniels son frère Mark, que le réalisateur décrit comme « lucide, sceptique et optimiste ». Tous deux sont au chômage et vivent chez leurs parents. Lorsque leur tante propose de bonne foi un "emploi" à Colin, Mark lui apporte son soutien et l'amène à s'affirmer malgré son handicap. 
Gary Oldman fait ses débuts au cinéma dans le rôle d'un skinhead, Coxy.

## Distribution
- Gary Oldman …  Coxy
- Tim Roth …  Colin
- Alfred Molina …  John
- Marion Bailey … Barbara
- Phil Daniels …  Mark
- Pam Ferris …  Mavis

## Récompenses et nominations
- Sélectionné dans la section Forum de la Berlinale 1984
- Prix du jury des lecteurs du « Zitty » (Berlinale 1984)